# Каслухим
Каслухим, Хеслем, Кашлухим (ивр. כסלחים‎) — народ, обитавший предположительно в Древнем Египте. Согласно Быт. 10:14, являлись потомками Мицраима, сына Хама, от каслухим произошли филистимляне.
Египетская форма названия области, Kasluḥet, сохранилась в надписи Храма Ком-Омбо. Согласно преданию, Саадия Гаон помещал страну Каслухим в северную часть региона Саиди (не путать с современным Порт-Саидом).
В арамейском Таргуме их регион называется Pentpolitai; предполагается, что название происходит от греческого Пентаполиса в Северной Африке (ныне Киренаика). Ещё одно название их региона — Pekosim — используется в Берешит Рабба 37.
Иосиф Флавий упоминает народ хеслем в своих «Иудейских древностях» как один из египетских народов, уничтоженных во время эфиопского похода Тутмоса II и исчезнувших из исторических анналов.